# Dupuy de Lôme (1890)
Dupuy de Lôme byl pancéřový křižník francouzského námořnictva. Jméno dostal na počest francouzského lodního stavitele Henri Dupuy de Lôme. Ve službě byl v letech 1895–1918. Byl to první postavený pancéřový křižník.

## Stavba

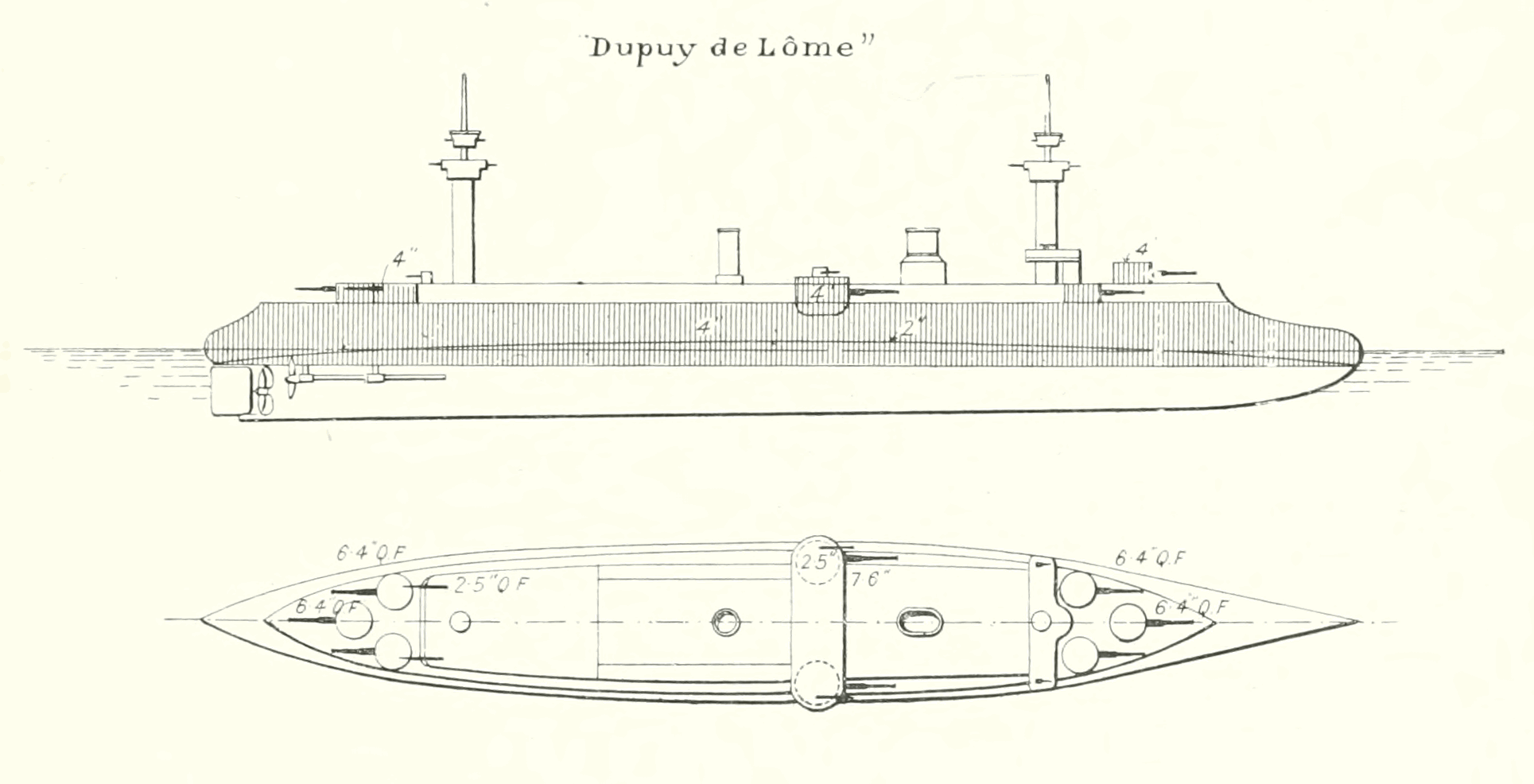
Základní uspořádání plavidla

Koncepce křižníku vycházela z francouzského konceptu Jeune École, dle kterého mohly být bitevní lodě nahrazeny pancéřovými křižníky a nosiči torpéd. Dupuy de Lôme byl zamýšlen jako rychlý a silně vyzbrojený křižník, schopný účinně narušovat nepřátelské obchodní trasy. Sám se měl dokázat vypořádat s doprovodnými chráněnými křižníky a před silnějšími plavidly naopak uniknout díky vyšší rychlosti. Křižník postavila loděnice Arsenal de Brest v Brestu. Stavba byla zahájena roku 1888, na vodu byl spuštěn roku 1890 a do služby byl uveden 15. května 1895. Zejména kvůli problémům s kotly se dokončení křižníku o dva roky zdrželo.

## Konstrukce
Křižník byl vyzbrojen dvěma 194mm kanóny v jednodělových věžích na bocích trupu, které doplňovalo šest 165mm kanónů v sekundárních jednodělových věžích rozmístěných po třech na přídi a na zádi. Dále nesl čtyři 65mm kanóny, osm 47mm kanónů, osm 37mm kanónů a dva 450mm torpédomety. Lehké kanóny sloužily k obraně proti torpédovým člunům. Část jich byla umístěna na dvou mohutných bojových stožárech. Boky trupu kryl 100 mm silný ocelový pancíř. Důležité vnitřní prostory (kotelna, strojovna, sklady munice) kryly pancéřové paluby. Pancéřované byly rovněž všechny dělové věže. Pohonný systém měl výkon 13 000 hp. Skládal se z 13 kotlů a trojice parních strojů s trojnásobnou expanzí, pohánějících tři lodní šrouby. Nejvyšší rychlost dosahovala 19,7 uzlu. Dosah byl 7000 námořních mil při rychlosti 10 uzlů.

## Osudy

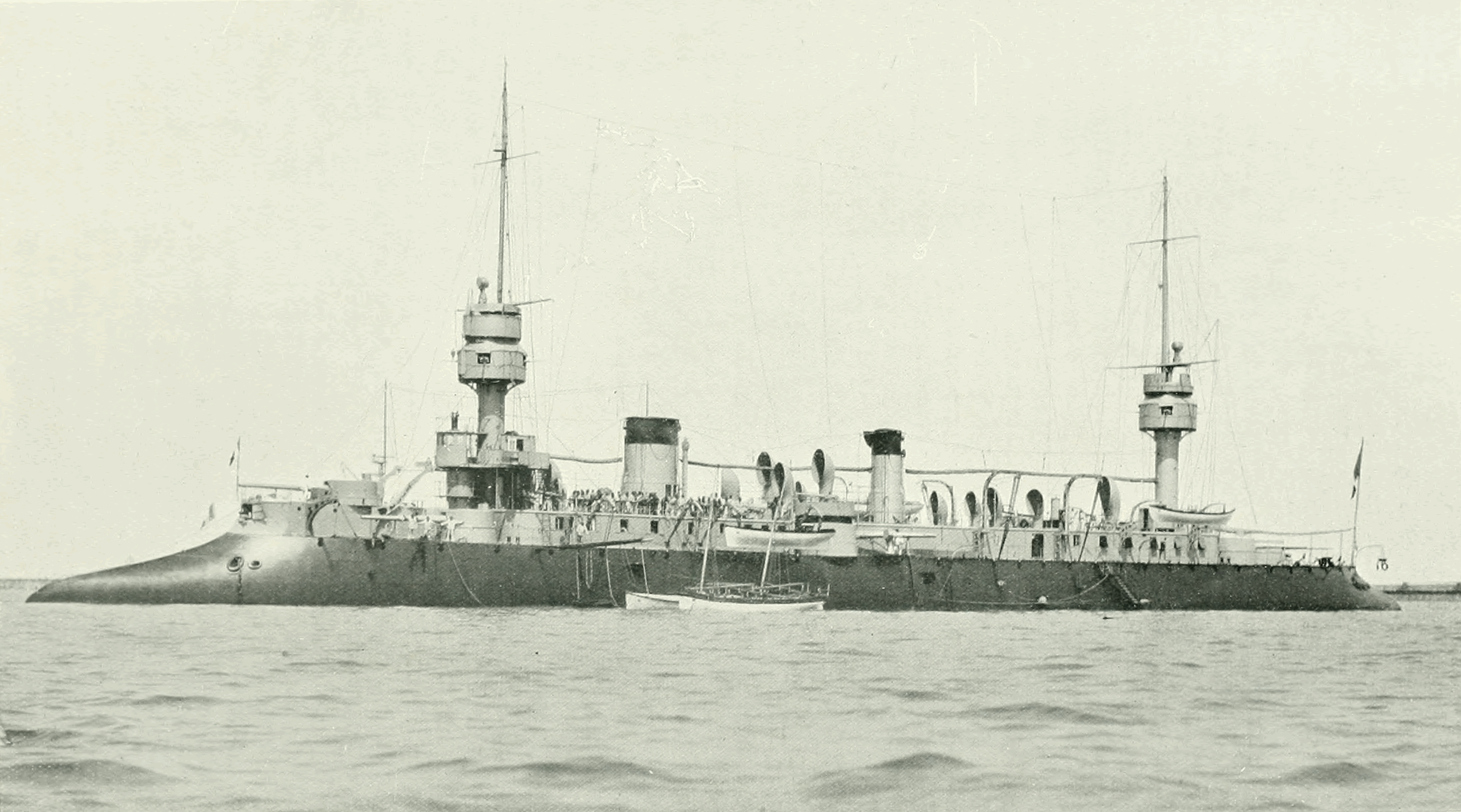
Dupuy de Lôme

Nedlouho po zařazení do služby se Dupuy de Lôme účastnil slavnostního otevření Kielského průplavu. V roce 1897 dopravil francouzského prezidenta Félixe Faureho na návštěvu Ruzska. Francii reprezentoval rovněž roku 1901 na pohřbu britské královny Viktorie. Roku 1905 dostal nové kotle Normand (počet komínů se zvýšil ze dvou na tři). Nedlouho poté ale byl kvůli zastaralosti a technickému stavu převeden do rezervy.
V roce 1912 křižník koupilo peruánské námořnictvo jako Commandant Aguirre. Obchod však nebyl dokončen, Peru o plavidlo před zaplacením plné ceny ztratilo zájem, a proto mezitím opravený křižník zůstal ve Francii. Francouzské námořnictvo jej zpět převzalo roku 1917. Kvůli špatnému technickému stavu se přímo nezapojil do první světové války a byl využíván jako strážní loď.
Po válce byl Dupuy de Lôme prodán civilní společnosti Lloyd Royal Belge, která jej nechala v loděnici Chantiers de la Gironde u Bordeaux přestavět na nákladní loď Péruvier. V roce 1920 se Péruvier vydal na první plavbu s nákladem uhlí z Cardiffu do Rio de Janeira. Uprostřed Atlantiku mu selhal pohon a musel být odvlečen do Las Palmas de Gran Canaria na Kanárských ostrovech a později do brazilského přístavu Pernambuco. Při vykládce se ukázalo, že uvnitř nákladového prostoru hořelo a trup byl poškozen. Proto bylo plavidlo prodáno do šrotu.